# مردگان (فیلم ۲۰۰۴)
مردگان (اسپانیایی: Los Muertos‎) یک فیلم درام آرژانتینی محصول سال ۲۰۰۴ به کارگردانی لیساندرو آلونسو می‌باشد. این فیلم برنده زردآلوی نقره‌ای ویژه برای بهترین فیلم سینمایی بخش رقابتی فیلم بلند بین‌المللی دومین دوره جشنواره بین‌المللی فیلم زردآلوی طلایی ایروان شد.